# Construção naval

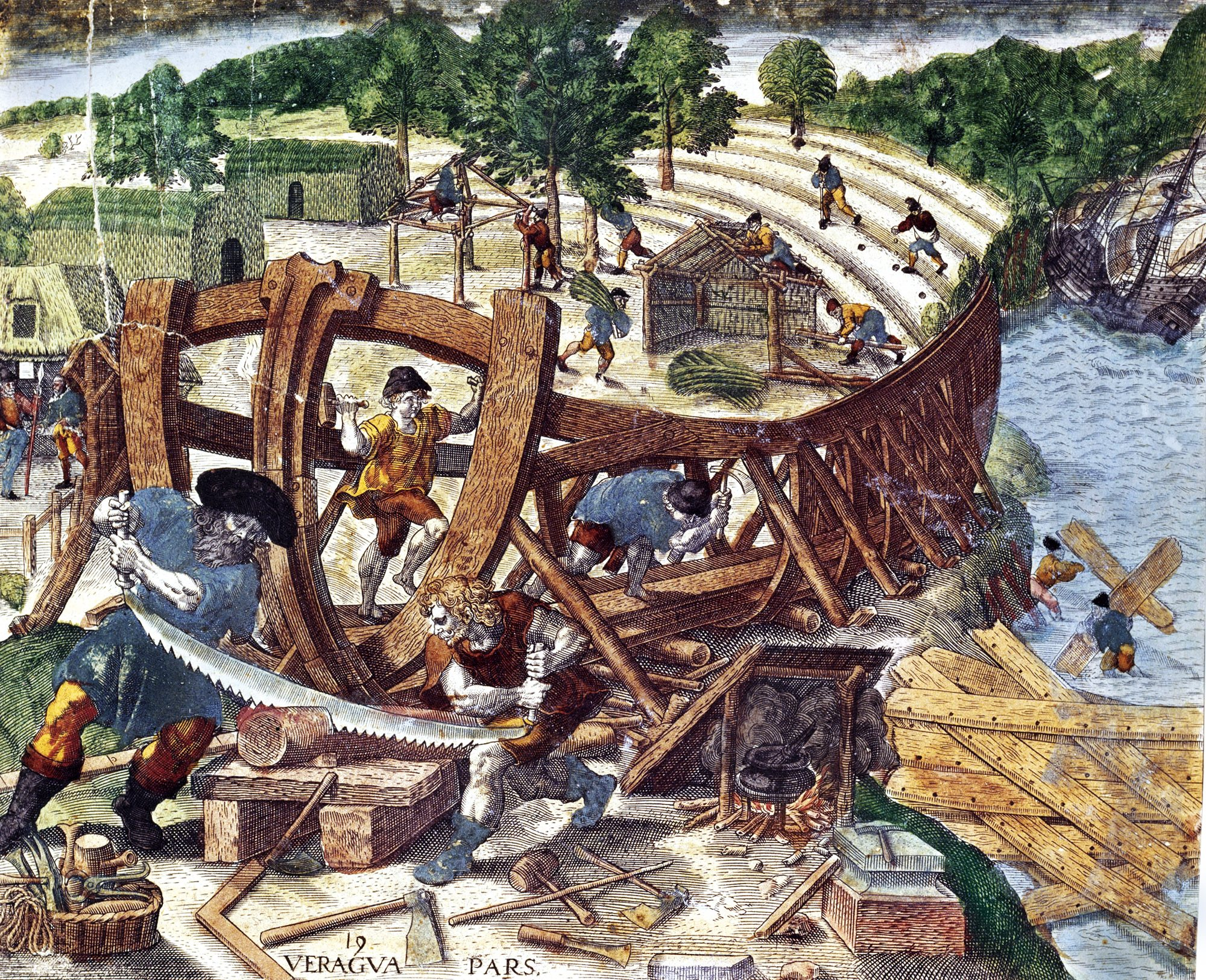
Os homens da expedição de Francisco de Orellana construindo um pequeno bergantim, o San Pedro

A construção naval ou indústria naval é a atividade de fabricar embarcações e veículos de transporte aquático em geral, tais como navios, barcos, submarinos, lanchas, chalanas, etc. Normalmente realiza-se em estaleiros de doca seca. As raízes desta atividade remontam à pré-história.

## História
As primeiras evidências arqueológicas do uso de barcos remontam de há 50 a 60 000 anos, na Nova Guiné.
No Antigo Egito há provas de que já se conheciam as técnicas para usar madeiras planas para formar um casco, juntando-as com espigões de madeira e pez para calafetar. Os barcos da dinastia XXV tinham 25 metros de comprimento e um só mastro.
Alguns exigetas e teólogos informam que existem grandes possibilidades que a marcenaria e carpintaria de José, pai de Jesus Cristo, já produzia naves, além de móveis, todos calaferados e fabricados com prego(s) de "pau-ferro" (madeira de dureza próxima ao ferro), que era utilizada na construção naval nas marcenaria e carpintaria especializadas.
O desenvolvimento da navegação na época greco-romana levou à construção de galé(s), amplos trirremes e quinquirremes.
Na Idade Média, a navegação sofreu uma estabilização que não se recuperou até a Primeira Cruzada quando novos barcos (urnas) e a reativação das rotas comerciais marítimas impulsionou novamente a viagem por mar, época do contato do europeu com os viquingues e na defesa contra a invasão dos mouros de Maomé.
No fim das cruzadas e época dos Descobrimentos estes novos modelos, criados para sulcar o Mar Báltico e o Mar Mediterrâneo, foram substituídos por galeões e caravelas, idealizadas para as travessias oceânicas, passando a atividade marítima e os estaleiros para a costa atlântica (Londres).
Durante a Revolução Industrial criaram-se as primeiras docas secas artificiais.
As técnicas mais antigas de construção de barcos provavelmente foram troncos ocos para formar una canoa, ou a junção de troncos, juncos, etc. para formar balsas (tal como a Kon-tiki de Thor Heyerdahl) ou as estruturas de madeira ou cana cobertas de peles de animais.
O primeiro salto tecnológico deu-se quando se começaram a construir barcos à base de tábuas de madeira. Há duas técnicas: as madeiras sobrepostas a partir da quilha, sem cavernas (ao estilo dos dracares viquingues) ou as madeiras unidas e calafetadas sobre quilha e cavernas. A calafetagem consiste em introduzir entre cada duas tábuas estopa e pez, de modo a evitar a entrada de água pelas frinchas.
Antes do século XVII não havia construções em metal, enquanto os materiais plásticos e os compostos de fibra de vidro ou fibra de carbono com resinas epoxi começaram no século XX.

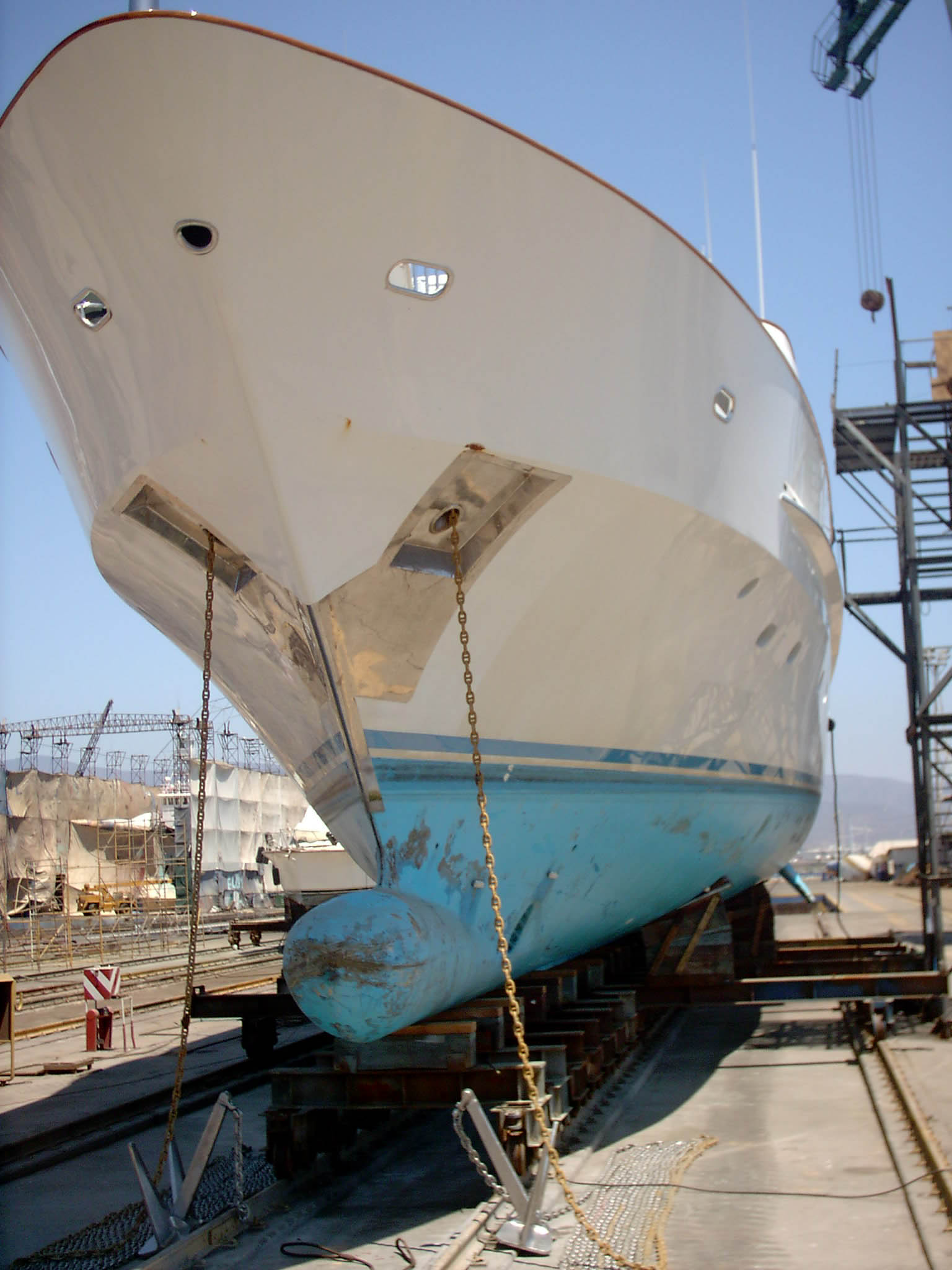
Doca seca para construção naval.

Também no século XX se desenvolveram as técnicas de epoxidização das madeiras, o que as torna mais duráveis e resistentes, e retomou-se a construção de barcos em madeira.

## Setor por país

### Portugal
Frequentemente designada por indústria de construção e reparação naval, são atividades com especificidades distintas. A construção naval é uma atividade industrial tipo, enquanto a reparação naval tem a vertente de serviços e conversão. Ambas as indústrias abrangem os sectores da marinha mercante, da pesca e de recreio.
É uma indústria com algumas mais-valias: a de ter uma localização geográfica privilegiada; quer pelo facto de Portugal no conjunto dos Estados Membros da UE (25) no sector da pesca, se posicionar em 4.º lugar, em números de embarcações de pesca; quer pelo facto de ao largo da costa portuguesa cruzarem as principais rotas mundiais de transporte marítimo. Acresce ainda, o fato da singularidade das boas condições climatéricas a nível europeu, que privilegia o funcionamento da atividade da construção e reparação naval.
É de referir ainda que se trata de um sector astucioso para Portugal, devido ao facto de ser gerador de riqueza e de emprego, quer na própria indústria, quer numa série de indústrias associadas.